# 佐野八坂神社 (松戸市金ヶ作)
佐野八坂神社（さのやさかじんじゃ）は、千葉県松戸市金ヶ作164に鎮座する神社。全国に存在する八坂神社のうちの一つ。

## 祭神
- 素戔嗚尊（スサノオノミコト）[1]。

## 由緒
江戸時代に栃木の佐野からの入植者が享保15年（1730年）に創建した。
当初は酒井根集落との境にあったが、人口増加により独立した神社を建立した。
明治維新後の社格制定で村社に列格した。

## 境内
境内社には大師堂や不動尊があり、神仏習合の様子が残っている。
大師堂は東葛印旛大師八十八箇所霊場の第二十二番とされ、江戸後期より札所巡りの人々が訪れた。

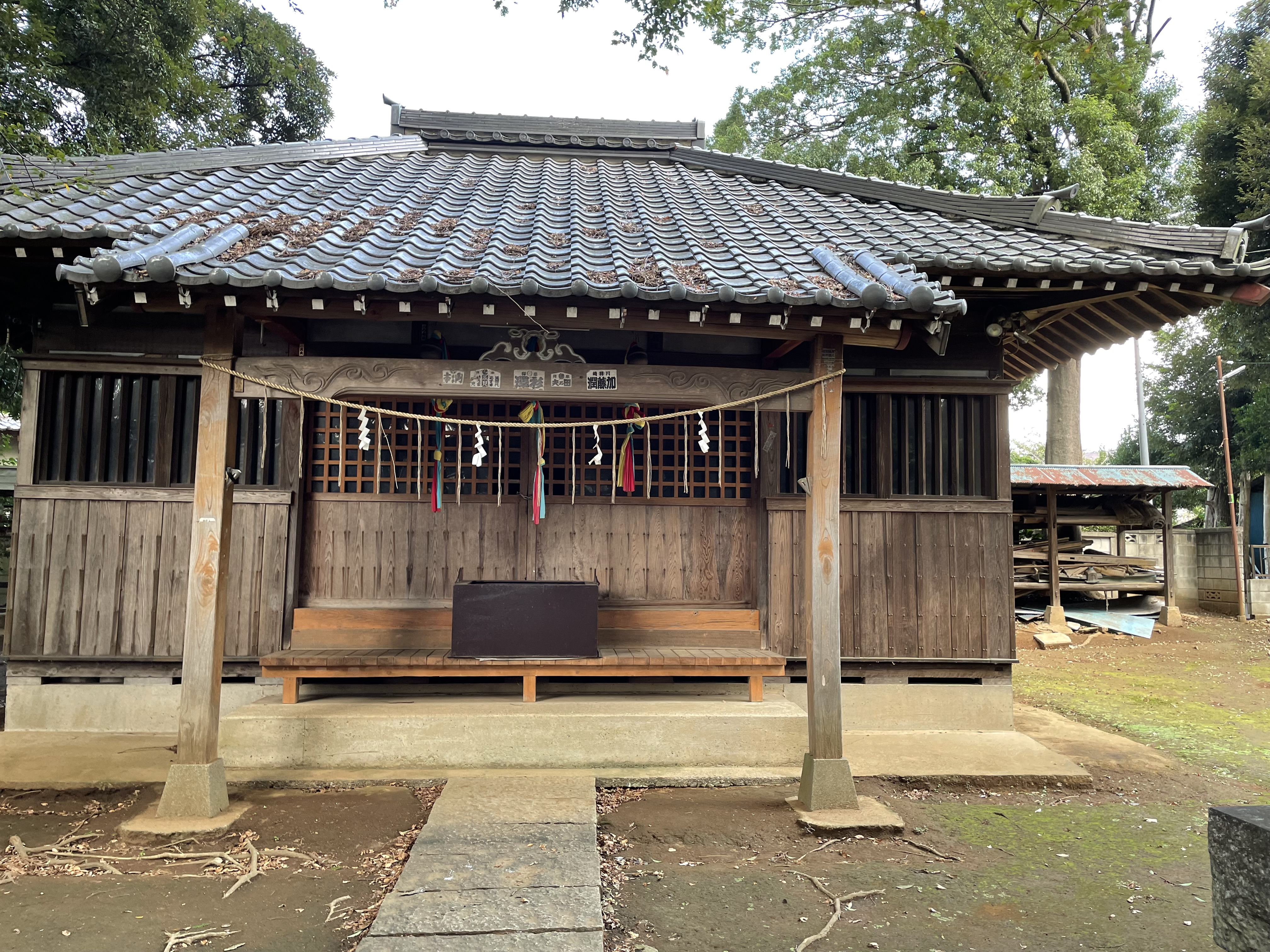
拝殿

## 所在地
- 千葉県松戸市金ヶ作164番地

## 交通アクセス
- 京成松戸線の常盤平駅北口から徒歩10分。